# Podmínečná svátost
Podmínečná svátost nebo svátost sub conditione („pod podmínkou“) je v některých křesťanských denominacích svátost udělovaná „pod podmínkou, že věřící [ji přijímající] je schopen a oprávněn svátost přijmout“. Příkladem podmínečné svátosti je křest pod podmínkou.
Podmínečné svátosti udílí katolická církev, pravoslavná církev, anglikánská církev, luteránská církev a metodistická církev.
Podmínečné svátosti se obvykle udělují v případě pochybností, zda předchozí svátost (svátosti) byla (byly) vykonána (vykonány) platně, protože přijetí některých konkrétních svátostí více než jednou je v katolické církvi a pravoslavné církvi považováno za nemožné.

## Katolická církev
Pokud existují pochybnosti o schopnosti osoby přijmout nějakou svátost, může být svátost udělena podmínečně, bez ohledu na to, zda se předpokládá, že daná osoba již svátost přijala, nebo ne.
V katolické církvi jsou svátosti, které se vzhledem ke svátostnému charakteru nemohou opakovat a mohou se udělovat podmínečně. Jedná se o „svátost křtu, biřmování a svěcení“.
V katolické církvi je zvykem vyjádřit podmínečnost svátosti podmínečného svěcení buď slyšitelně, nebo mentálně, například osoba provádějící obřad přidá do formule svátosti podmínku „jsi-li toho způsobilý“; nebo v případě podmínečného křtu osoba provádějící obřad před udělením podmínečného křtu dodá „nejsi-li pokřtěn“. Ve skutečnosti není nutné vyjadřovat podmínečnost slovně. Podmínečnost „by však měla být vyjádřena slyšitelně, pokud jsou důvody k pochybnostem o stavu subjektu veřejné. Účelem podmínky je vyhnout se pohoršení nebo zmatku u věřících a z úcty ke svátostem nevystavit je možné neplatnosti.“

## Pravoslavná církev
V pravoslavné církvi lze mezi svátosti, které nelze opakovat a které lze podmínečně udělovat, zařadit křest a pomazání křižmem.

## Anglikánská církev
V anglikánské církvi patří mezi svátosti, které nelze opakovat a lze je udělovat podmínečně, křest.

## Metodistické církve
V metodismu se křty udělují podmínečně v případě pochybností o jejich platnosti.

## Nezávislé svátostné hnutí
Podle utrechtského starokatolického kněze Bernarda Vignota je podmínečné svěcení v nezávislém svátostném hnutí (angl. Independent sacramental movement, ISM) „velmi běžné“. Praxi přijímání podmínečného svěcení provádějí buď biskupové ISM, kteří chtějí přijmout co nejvíce linií apoštolské posloupnosti různého původu, nebo duchovní ISM, kteří pochybují o platnosti svého svěcení a „chtějí se vyhnout jakémukoli zpochybňování“.